# Fußball in den Vereinigten Staaten

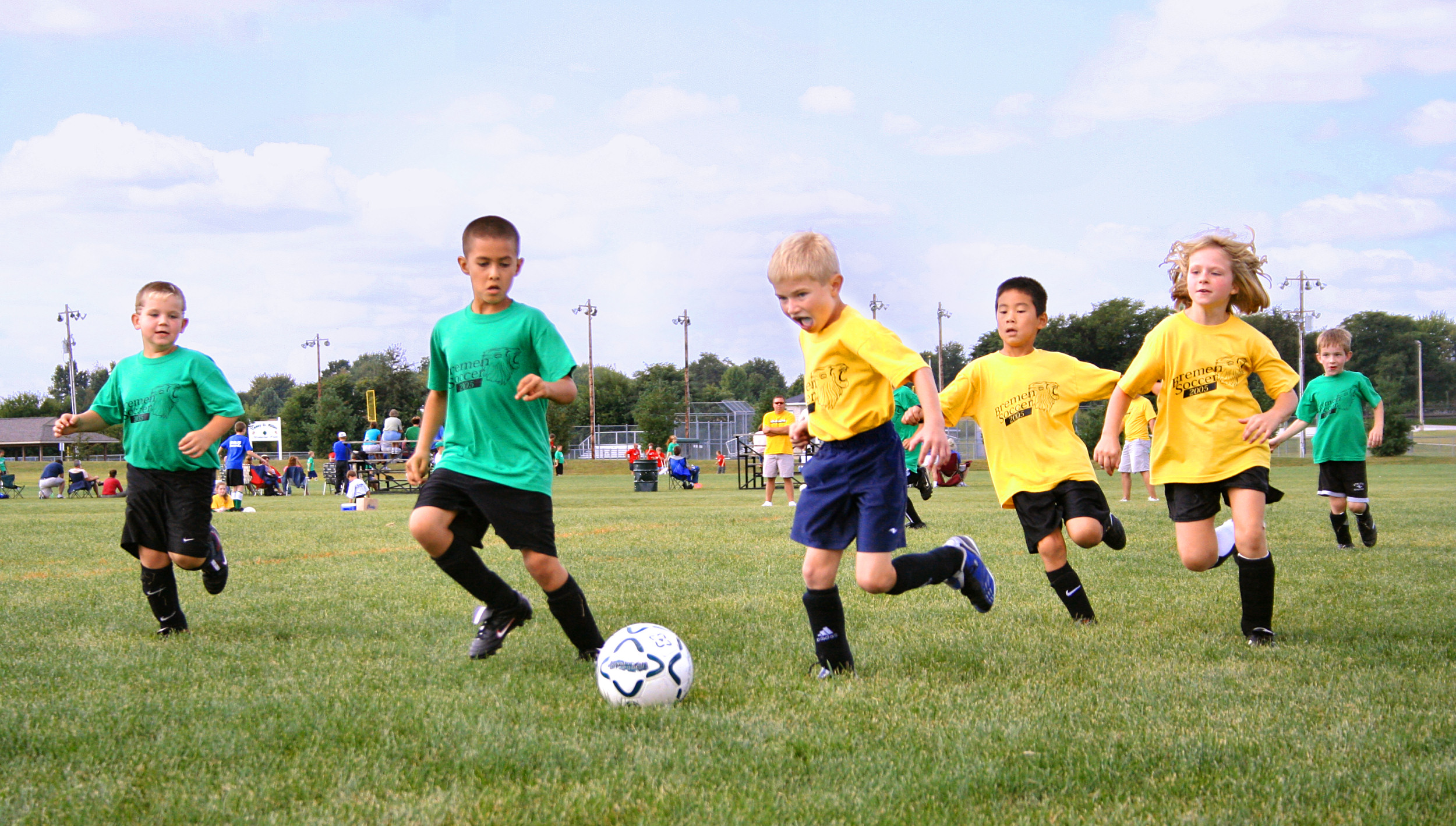
Nachwuchsfußball in Indiana (2005)

Fußball, in den Vereinigten Staaten association football oder soccer genannt, ist dort eine sehr beliebte Sportart. Der Profifußball ist aber wesentlich weniger populär als in anderen Ländern wie Brasilien, England oder Deutschland. Früher wurde Fußball in den USA häufig nur als von Jungen und Mädchen im Alter unter zwölf Jahren betriebener Jugendsport angesehen.
Bis vor einigen Jahren war Fußball nur ein regionales Phänomen, beschränkt auf einige Zentren in New Jersey, St. Louis oder Südkalifornien. Auch in Gegenden mit vielen Einwanderern war Fußball die beliebteste Sportart und ist es heute noch, vor allem, da die meisten Immigranten aus Ländern mit einer hohen Fußballbegeisterung kommen. 
Um die Jahrtausendwende hat sich das Bild des Fußballs in den USA stark gewandelt. Vor allem die Einführung von Jugendprogrammen sowie der neu gegründeten Profiliga Major League Soccer verhalfen dem Sport in den Vereinigten Staaten zu einer höheren Popularität. Die Erfolge der Nationalmannschaft trugen ein Übriges bei.

## Geschichte des Fußballs in den USA
Der erste Fußballverein in den Vereinigten Staaten war der Oneida Football Club in Boston, Massachusetts. Er wurde 1862 noch vor der Gründung des britischen Fußballverbandes FA gegründet. Es ist heute nicht mehr genau bekannt, nach welchen Regeln gespielt wurde, aber laut der Encyclopædia Britannica wird der Verein oft als Initiator des „Boston Game“ bezeichnet, einer Variante, bei welcher der Ball mit dem Fuß gespielt wird, aber auch in der Hand getragen werden kann. Es könnte sich somit auch um eine Variante der irischen Sportart Gaelic Football gehandelt haben.
Das erste Fußballspiel nach den Regeln der FA wurde zwischen den Mannschaften der Princeton University und der Rutgers University im Jahr 1869 ausgetragen. Dabei wurde noch sehr hart gespielt und jedes Team bestand aus 20 Spielern. Viele andere Universitäten folgten anfänglich dem Beispiel, wechselten aber in den 1870er Jahren zum Rugby und wurden zu frühen Zentren des American Football. Einzelheiten dazu in Geschichte des American Football.
In den 1920er Jahren gründete sich mit der American Soccer League die erste populäre Fußball-Liga des Landes, welche ihre Hochburgen vor allem in den Städten der Ostküste hatte. Allerdings geriet die ASL mit dem von der FIFA unterstützten nationalen Fußballverband USSF in einen Konflikt, weil beide die höchste Autorität in der Organisation des US-amerikanischen Fußballs für sich beanspruchten. Die als Soccer War bekannt gewordene Auseinandersetzung fügte dem Fußball in den USA nachhaltigen Schaden zu und führte – verbunden mit den Auswirkungen der Weltwirtschaftskrise – zum Niedergang der ASL, woraufhin Fußball für Jahrzehnte in den Status einer Randsportart gedrängt wurde.
Durch den Sieg der englischen Nationalmannschaft bei der Fußball-Weltmeisterschaft 1966 wurde auch in den USA das Interesse am Fußball wieder größer. 1967 wurden zwei Profiligen gegründet, die später zur North American Soccer League (NASL) fusionierten. Durch die Verpflichtung von internationalen Fußballgrößen (unter anderem Franz Beckenbauer, Johan Cruyff und Pelé) waren die Zuschauerzahlen sehr hoch, aber durch die hohen Kosten kamen viele Vereine in Finanznöte. Die NASL wurde im Jahr 1984 aufgelöst, und ein Jahrzehnt lang wurde hauptsächlich in der Halle gespielt. Die höchste damalige Liga war die Major Indoor Soccer League.

## Herkunft des BegriffsSoccer
1863 legte der englische Fußballverband den Namen association football (deutsch: Verbandsfußball) als offiziellen Namen fest. Das Wort Soccer ist ein Neologismus aus dem universitären Bereich: entstanden aus der Abkürzung Assoc mit anschließender slanghafter Umbildung zu socca (1889), dann socker (1891, in den ersten Concise Oxford Dictionary 1911 aufgenommen) und schließlich soccer (1895). Die Abkürzung wird dem damaligen Spielführer der Association Football-Mannschaft der University of Oxford Charles Wreford-Brown zugeschrieben, der Wahrheitsgehalt der Zuschreibung wird jedoch angezweifelt.
Mehrfach kam es zu Gründungen von Fußballverbänden und Ligen: unter anderem der American Football Association (1884), der American Amateur Football Association (1893), der American League of Professional Football (1894), der National Association Foot Ball League (1895), und der Southern New England Football League (1914). Anfänglich wurde der Begriff football verwendet, mit der Zeit setzte sich jedoch zur Unterscheidung vom American Football die Bezeichnung soccer durch. Die St. Louis Soccer League war 1907 die erste den Begriff verwendende Liga der USA. Der heutige amerikanische Fußballverband, die United States Soccer Federation, wurde 1913 als U.S. Football Association gegründet. 1945 wurde der Name zu U.S. Soccer Football Association ergänzt, 1974 verschwand der Begriff football ganz aus dem Namen des Verbandes.

## Gegenwart
Als eine Auflage zur Durchführung der Fußball-Weltmeisterschaft 1994 in den USA verlangte die FIFA die Einführung einer professionellen Fußballliga. Diese Liga, die Major League Soccer, wurde 1993 gegründet und erfreut sich heute einer stetig wachsenden Beliebtheit. Das Interesse am Fußball verstärkten auch die Erfolge der Nationalmannschaft bei der WM 2002 und besonders der Frauennationalmannschaft mit den Weltmeistertiteln 1991, 1999, 2015 und 2019 sowie den olympischen Goldmedaillen 1996, 2004, 2008 und 2012.
Später wurde auch eine Profiliga für Frauen, die Women’s United Soccer Association (WUSA), gegründet, die aber wegen Geldmangels im Jahr 2003 wieder eingestellt werden musste. Eine weitere Profiliga, die Women’s Professional Soccer (WPS) Liga, hat 2009 den Spielbetrieb aufgenommen. Nach drei Saisons endete im Jahr 2011 auch diese Liga. 2013 startete mit der National Women’s Soccer League der dritte Versuch, eine landesweite, professionelle Frauenliga zu etablieren. Die acht Gründungsmitglieder bestehen weiterhin, und 2017 wurde mit mittlerweile 10 Mannschaften die fünfte Saison der Liga gestartet, was bis dahin noch keine professionelle Frauenliga erreicht hatte.
Heute besteht eine Vielzahl von Fußballligen und -organisationen in den USA, von denen die Major League Soccer die bekannteste ist, aber in der Popularität der Amerikaner im Fußball noch hinter der Primera División de México und der FA Premier League in England steht. Sportartenübergreifend ist Fußball auch heute noch nur eine Randsportart hinter American Football, Baseball, NASCAR, Basketball, Eishockey, Golf und Tennis.
In den letzten Jahren wurde die Major League Soccer immer weiter aufgestockt. Es kam mehrfach zu Erweiterungen (Expansions), infolge derer im Jahr 2007 mit dem Toronto FC erstmals auch ein kanadisches Franchise aufgenommen wurde, und besonders in Atlanta, Seattle und Philadelphia waren die Zuschauerzahlen sehr hoch. In der Premierensaison des Seattle Sounders FC war sogar jedes Heimspiel ausverkauft. Mittlerweile (Saison 2020) spielen 26 Teams in der Major League Soccer, davon stammen drei aus Kanada.
Der Vorteil, der beim Fußball besteht, ist die Wachstumsmöglichkeit in der Gunst der Zuschauer. So lag die Zuschauerquote beim Finale der Fußball-Weltmeisterschaft 2006 bei ca. 16,9 Millionen, in etwa vergleichbar mit den Zuschauerzahlen während der World Series der Major League Baseball.
Die Kosten für die spanischsprachigen Übertragungsrechte für die Weltmeisterschaft 2010 und 2014 lagen um ein dreifaches höher als die Rechte für die englische Übertragung.

## Ligastruktur
Die Ligastruktur in Amerika unterscheidet sich sehr stark von den Strukturen in anderen Ländern, da zum Beispiel Mannschaften nicht auf- oder absteigen können. Sie entspricht aber dem generellen Sportverständnis der Amerikaner. Die Lizenzen für die einzelnen Franchises sind im Besitz des jeweiligen Ligaverbandes und werden an die Franchises vergeben. Dadurch kann es passieren, dass Franchises mit ihrer gesamten Struktur in andere Städte wechseln; ein System, das im vorwiegend vereinsbasierten Fußball-Europa weitgehend unbekannt ist.

### Männer
Der US-amerikanische Fußballverband, die United States Soccer Federation, unterteilt den professionellen Bereich in drei Ligen. Die USSF Division I wird hierbei von der Major League Soccer repräsentiert, die USL Championship hat den Status als USSF Division II und die USL League One und die National Independent Soccer Association den Status der USSF Division III.
Unterhalb dieser Struktur organisiert die United States Adult Soccer Association den Amateurbereich mit mehreren Ligen.
| Level | Liga                                                     | Liga                                                        | Liga                                                     |
| ----- | -------------------------------------------------------- | ----------------------------------------------------------- | -------------------------------------------------------- |
| 1     | Major League Soccer (MLS) 27 Franchises in 2 conferences | Major League Soccer (MLS) 27 Franchises in 2 conferences    | Major League Soccer (MLS) 27 Franchises in 2 conferences |
| 2     | USL Championship (USLC) 35 Franchises                    | USL Championship (USLC) 35 Franchises                       | USL Championship (USLC) 35 Franchises                    |
| 3     | USL League One (USL1) 13 Franchises                      | National Independent Soccer Association (NISA) 8 Franchises |                                                          |

### Frauen
Nach Aufnahme des Spielbetriebs im Jahr 2013 ist die National Women’s Soccer League (NWSL) die oberste Spielklasse im amerikanischen Frauenfußball.
| Level | Liga                                                                                   | Liga                                                                                   | Liga                                                                                   |
| ----- | -------------------------------------------------------------------------------------- | -------------------------------------------------------------------------------------- | -------------------------------------------------------------------------------------- |
| 1     | National Women’s Soccer League (NWSL) 9 Franchises                                     | National Women’s Soccer League (NWSL) 9 Franchises                                     | National Women’s Soccer League (NWSL) 9 Franchises                                     |
| 2     | United Women’s Soccer (UWS) 22 Franchises                                              | Women’s Premier Soccer League (WPSL) 112 Franchises (in 4 Regionen und 17 Conferences) |                                                                                        |
| 3     | United States Adult Soccer Association (USASA) Region I Region II Region III Region IV | United States Adult Soccer Association (USASA) Region I Region II Region III Region IV | United States Adult Soccer Association (USASA) Region I Region II Region III Region IV |

## Popularität des Fußballs in den USA
Viele Autoren haben sich Gedanken über die geringe Popularität des Fußballs in den Vereinigten Staaten gemacht. Die Theorien reichen von dem gesättigten Markt, der schon bestand, als Fußball bekannter wurde; über Fußball als „unamerikanisches“ bzw. „ausländisches Spiel“; dass Amerikaner das Spiel nicht dominieren; dass es zu viele Unentschieden gibt; dass zu wenig Tore fallen.
Ein weiterer Grund für die geringe Popularität bei den Erwachsenen liegt im System des Jugendsports in den USA. Viele Kinder spielen Fußball nur bis zu einem Alter von zwölf Jahren. Für die älteren Jugendlichen stellt sich dann die Frage, welche Sportart sie auf der High School spielen, Fußball oder American Football. Man kann zum Start des Schuljahres im Herbst nur eine dieser Sportarten spielen. So kam es, dass Generationen von Amerikanern ohne Fußball aufgewachsen sind.
Erst im letzten Jahrzehnt haben die Jugendorganisationen ihr Programm umgestellt. Meistens geschah diese Umstellung aus finanziellen Gründen, da für Fußball weniger Schiedsrichter benötigt werden und auch weniger Ausrüstung für die einzelnen Spieler gekauft werden muss. Außerdem sind die Verletzungsgefahren im Fußball geringer als im American Football. Gleichzeitig fingen auch die Schulen an, mehr Kurse in Fußball anzubieten.
Aufgrund dieser Faktoren werden immer mehr Amerikaner, die in ihrer Jugend Fußball gespielt haben, zu den Zuschauern und Spielern heute. Besonders im Nordosten, Süden (Florida) und in Kalifornien ist der Fußball sehr populär. Dies sind auch die Gegenden, in denen viele Lateinamerikaner das Interesse am Fußball hoch halten.

## Amerikanische Fußballverbände
- United States Soccer Federation
- United States Adult Soccer Association
- United States Youth Soccer Association
- National Intercollegiate Soccer Officials Association
- United Soccer Coaches
- Major Indoor Soccer League
- American Youth Soccer Organization

## Amerikanische Mannschaften
- US-amerikanische Fußballnationalmannschaft
- US-amerikanische Fußballnationalmannschaft der Frauen

Weiterhin haben folgende amerikanische Außengebiete eigene Fußballnationalmannschaften:
| Gebiet                       | Mannschaft                                                  |
| ---------------------------- | ----------------------------------------------------------- |
| Amerikanisch-Samoa           | Amerikanisch-samoanische Fußballnationalmannschaft          |
| Guam                         | Guamische Fußballnationalmannschaft                         |
| Nördliche Marianen           | Fußballnationalmannschaft der Nördlichen Marianen           |
| Puerto Rico                  | Fußballnationalmannschaft von Puerto Rico                   |
| Amerikanische Jungferninseln | Fußballnationalmannschaft der Amerikanischen Jungferninseln |